# Dietrich IV. von Volmerstein
Dietrich IV. (Thiderich) von Volmerstein (* 1335; † 1396) (auch Volmarstein) war ein mittelalterlicher Adliger aus dem Hause Volmestein.

## Leben
Seine Eltern waren Dietrich III. von Volmerstein und Agnes von Döring († 1380).
Bis zum Tod seiner Mutter lebte er mit seiner Familie auf dem Rittersitz in Drensteinfurt (1300 erbaut von Gerwins von Rinkerode) und war dann nach Heessen umgezogen, wo er in den vorangegangenen Jahren Schloss Heessen hatte errichten lassen.
Mit dem Tod seines Sohnes Johannes ging der Rinkeroder und Volmarsteiner Besitz an die von der Recke über.

## Ehen und Nachkommen
- ⚭ 1.) 1369–1370 Gostie von Büren (Witwe des Godert von Meschede)[3] – vermutlich kinderlos
- ⚭ 2.) 1380–1383 Jutta von Schwalenberg († 1386; Tochter von Heinrich VI. von Schwalenberg und Mechtild (Mete) von Rietberg) – vermutlich kinderlos
- ⚭ 3.) 1386–1408 Elisabeth von Limburg († nach 10. September 1408; Tochter von Dietrich IV. von Limburg und Catharina zu Steinfurt)[4]
  - Agnes (Neysse?; *1389;) ⚭ Goddert II. von der Recke  (* 1370; †1429)
  - Johannes II. von Volmerstein (1396–1429) ⚭ 1414 Elisabeth von Wysch († 1447)